# Wells
|  | Per a altres significats, vegeu «Wells (desambiguació)». |

Wells és una petita ciutat al voltant de la seva catedral al districte de Mendip, al Comtat de Somerset, Anglaterra, que s'arrauleix als turons de Mendip. El nom de Wells (pous) deriva dels tres pous dedicats a sant Andreu apòstol, un al mercat i dos dins dels del palau del bisbe. Durant l'edat mitjana es creia que aquests pous tenien poders curatius.

## Llocs d'interès
- Catedral de Wells